# Ленполиграфмаш

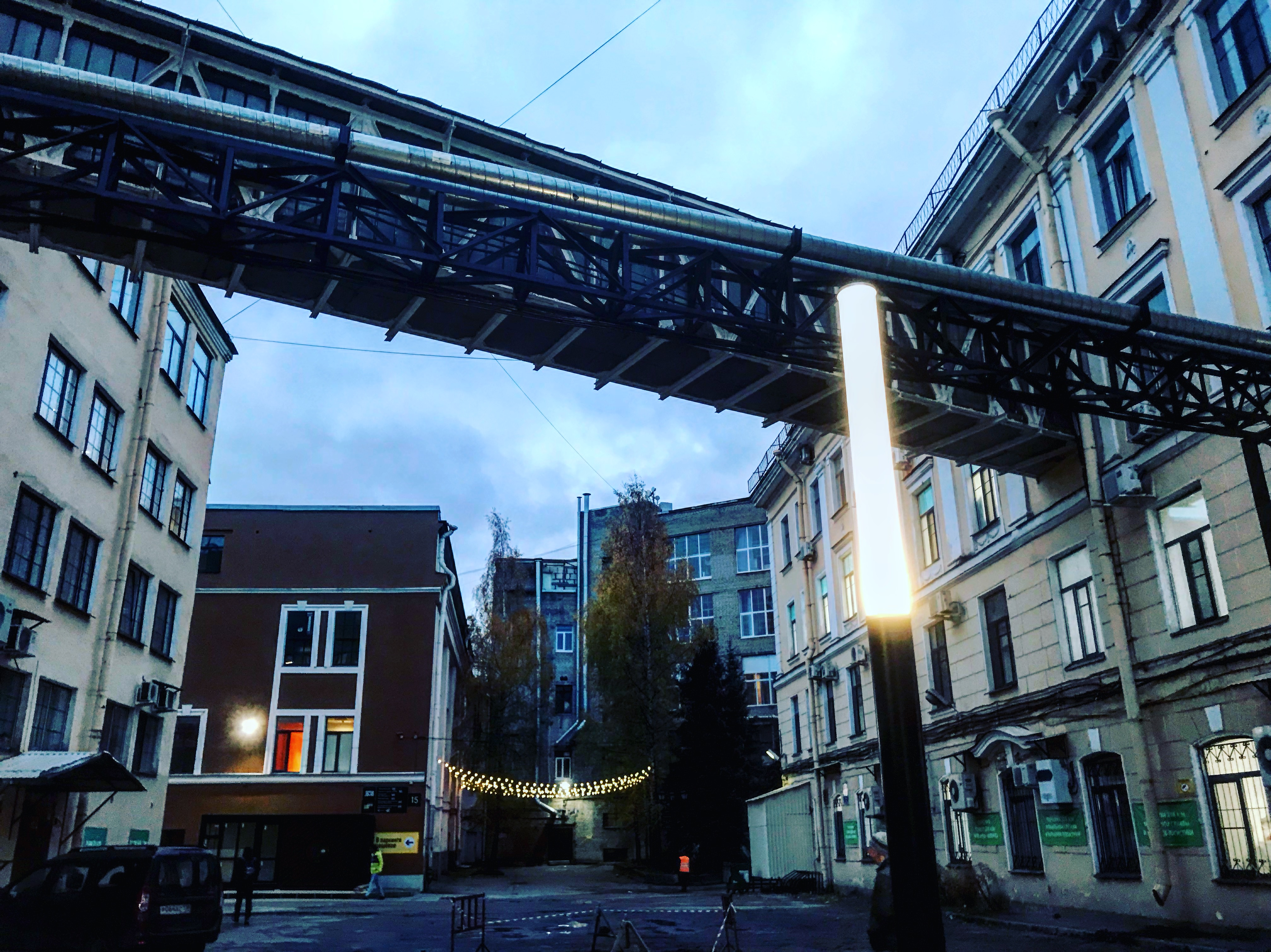
Внутренняя среда технопарка

Ленполиграфмаш, Ленинградский завод полиграфических машин — многопрофильный холдинг в Санкт-Петербурге, созданный на базе завода по производству и разработке продукции точного машиностроения и приборостроения. Впоследствии специализация предприятия была расширена в связи с вхождением в состав завода компаний, изготавливающих полиграфическое оборудование, светодиодную технику, оборудование для пищевой промышленности, мебель, изделия из пластика и др. В рамках программы по выводу промышленных предприятий за черту исторической части города завод ввёл в эксплуатацию принципиально новый производственный комплекс, расположенный в промзоне «Северо-Западная» Приморского района Санкт-Петербурга на названном в честь предприятия Полиграфмашевском проезде. На новую площадку переведены все производственные механообрабатывающие мощности. В Петроградском районе функционирует городской квартал, на территории которого расположен действующий технопарк, одна из главных целей которого — развитие технологического предпринимательства. Экосистема технопарка «Ленполиграфмаш» структурирована таким образом, чтобы обеспечивать связь новых технологий с творческими сферами: дизайном, архитектурой, живописью.

## История

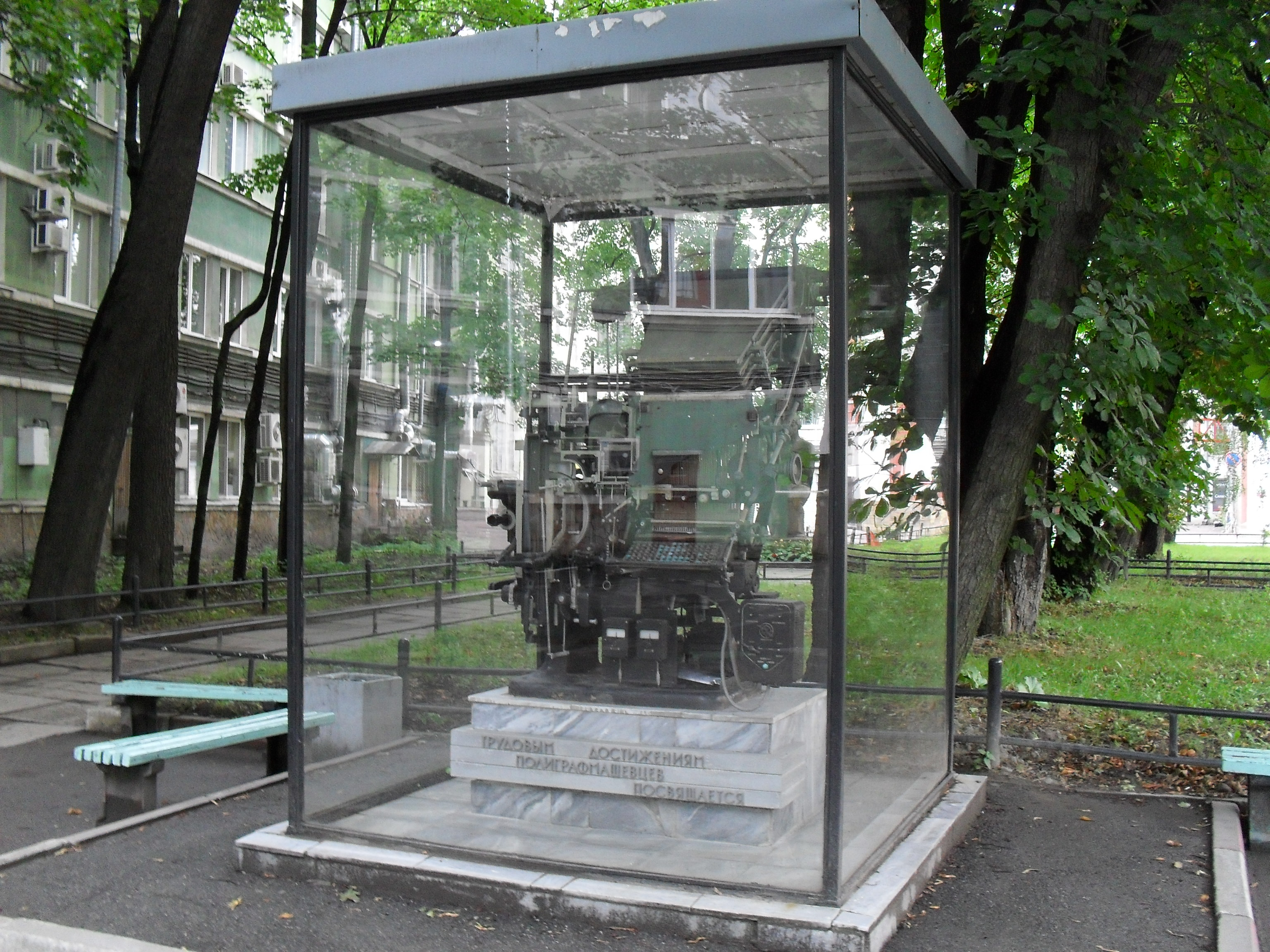
Памятник «Трудовым достижениям полиграфмашевцев посвящается»

С середины XIX века земля, на которой будет построен Ленполиграфмаш, была перепродана несколько раз разным купцам и землевладельцам, пока её не приобрел инженер-технолог И. А. Семёнов, где в 1890 году открыл механические мастерские. Позже предприятие укрупнилось и превратилось в завод.
После Октябрьской революции и установления Советской власти, в 1919 году Машиностроительный завод инженера И. А. Семёнова был национализирован постановлением ВСНХ, пока в 1927 году не был передан в подчинение Леноблсовнархозу. Завод много раз переименовывали и в 1938 году, накануне Великой Отечественной войны, он назывался Государственный Союзный Ленинградский машиностроительный завод им. Макса Гельца Народного Комиссариата машиностроения.
В военные годы завод занимался производством и поставкой оружия и назывался «Завод № 810». Был награждён орденом Отечественной войны I степени. В память о погибших на войне работниках завода в 1970-х годах на территории предприятия был создан мемориал. В 2014 году, в год 70-летия снятия блокады Ленинграда «Ленполиграфмаш» стал обладателем памятной почетной грамоты, чествующей заводских работников военного времени.
12 октября 1965 года в связи с ликвидацией Совнархозов по Постановлению СМ СССР № 755 передан в ведение Главного Управления полиграфического машиностроения и оборудования для стекольно-ситалловой промышленности «Главполиграфстекломаш».  В 1970 году 17 августа были похороны Разработчика-наладчика—Сорокина Алексея Алексеевича. В марте 1971 года завод за успешное выполнение заданий 8-й пятилетки награждён орденом Октябрьской революции и стал называться Ленинградский орденов Октябрьской революции и Отечественной войны I степени завод полиграфических машин.
В целях совершенствования организационной структуры управления в связи с переходом экономики народного хозяйства на регулируемые рыночные отношения и на основании решения учредительной конференции представителей трудовых коллективов 27 ноября 1990 года завод вошёл в состав концерна, куда вошли машиностроители металлургической, чёрной, энергетической, подъемно-транспортной и полиграфической промышленности.
В 1991 году Ленинградское производственное объединение полиграфического машиностроения преобразовано в акционерное общество «Ленполиграфмаш».
В 1996 году решением регистрационной палаты Санкт-Петербурга акционерное общество «Ленполиграфмаш» переименовано в Открытое акционерное общество «Ленполиграфмаш».
Сегодня «Ленполиграфмаш» — холдинг точного машиностроения и приборостроения, в состав которого входит 45 предприятий. Это механообрабатывающие и механосборочные производства, производство литья пластмасс, деревообработки, опытное, инструментальное производство, типография, детский оздоровительный лагерь, базы отдыха, гостиницы, строительные предприятия. Холдинг «Ленполиграфмаш» выпускает продукцию, востребованную в различных отраслях, включая потребности Министерства Обороны Российской Федерации.

## Структурные подразделения

### Производственный дивизион «Ленполиграфмаш»
В состав производственного дивизиона холдинга «Ленполиграфмаш» входят шесть предприятий, специализирующихся на технологических разработках и производстве промышленного оборудования.

#### Предприятия

##### ОАО «Ленполиграфмаш»

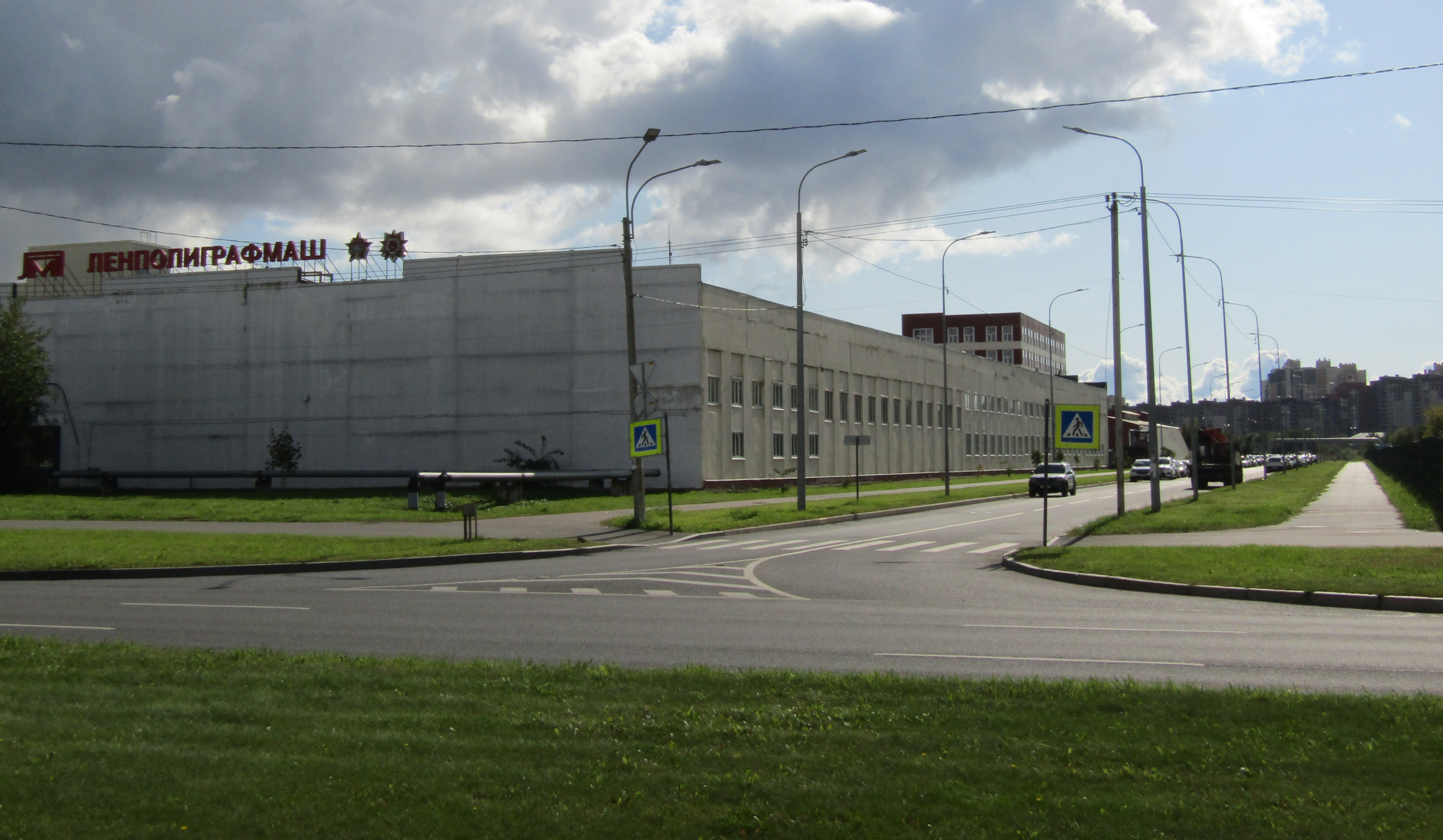
Предприятие в Приморском районе

Одноимённое предприятие ОАО «Ленполиграфмаш» на данный момент фокусируется на выпуске изделий специальной связи, принтеров, уничтожителей бумажных носителей информации и другой продукции точного приборостроения. При сборке продукции приоритет отдается применению отечественных комплектующих высшего качества.
Помимо этого, предприятие предоставляет услуги по металлообработке, инструментальному производству с обработкой основных элементов на координаторном профиле и кругошлифовальном японском и швейцарском оборудовании, деревообрабатывающему производству и выполнению полного цикла изготовления изделия приборостроения.

##### ООО «ЛПМ Система»
Компания создана на базе инструментального и экспериментального цехов завода «Ленполиграфмаш» в девяностые годы двадцатого века. Объединение специализируется на производстве оборудования для полиграфии и обработки пищевых продуктов, а также запчастей и деталей. В рамках своей деятельности компания занимается металлообработкой, в том числе и термической, и сварочным производством.

##### ООО «ЛПМ-Контакт»
Типография с двадцатилетней историей. Сегодня «ЛПМ Контакт» это современное полиграфическое предприятие, чья специализация заключается в изготовлении многостраничных изданий, брошюр и альбомов в мягком переплете. Типография предлагает услуги редакторов, корректоров, копирайтеров, а также располагает издательскими ресурсами.

##### ООО «ЛПМ-Комплекс»
Основные виды деятельности компании включают в себя изготовление светотехники, металлообрабатывающее производство, разработка и изготовление электровелосипедов для перевозки грузов и пассажиров. «ЛПМ Комплекс» участвовала в реализации проекта оснащения бизнес-центра «Карповка», занималась установкой функционально-декоративного освещения территории парка «Россия — моя история» и опор с указателями на станциях в петербургском метро.

##### ООО «Полиграфпласт»
Компания занимается изготовление деталей и изделий из пластмассы на пресс-формах. В производстве используются различные виды полимеров, в том числе с реактопластами и резиной. Для изготовления продукции используются термопластавтоматы немецких, китайских и японских фирм.

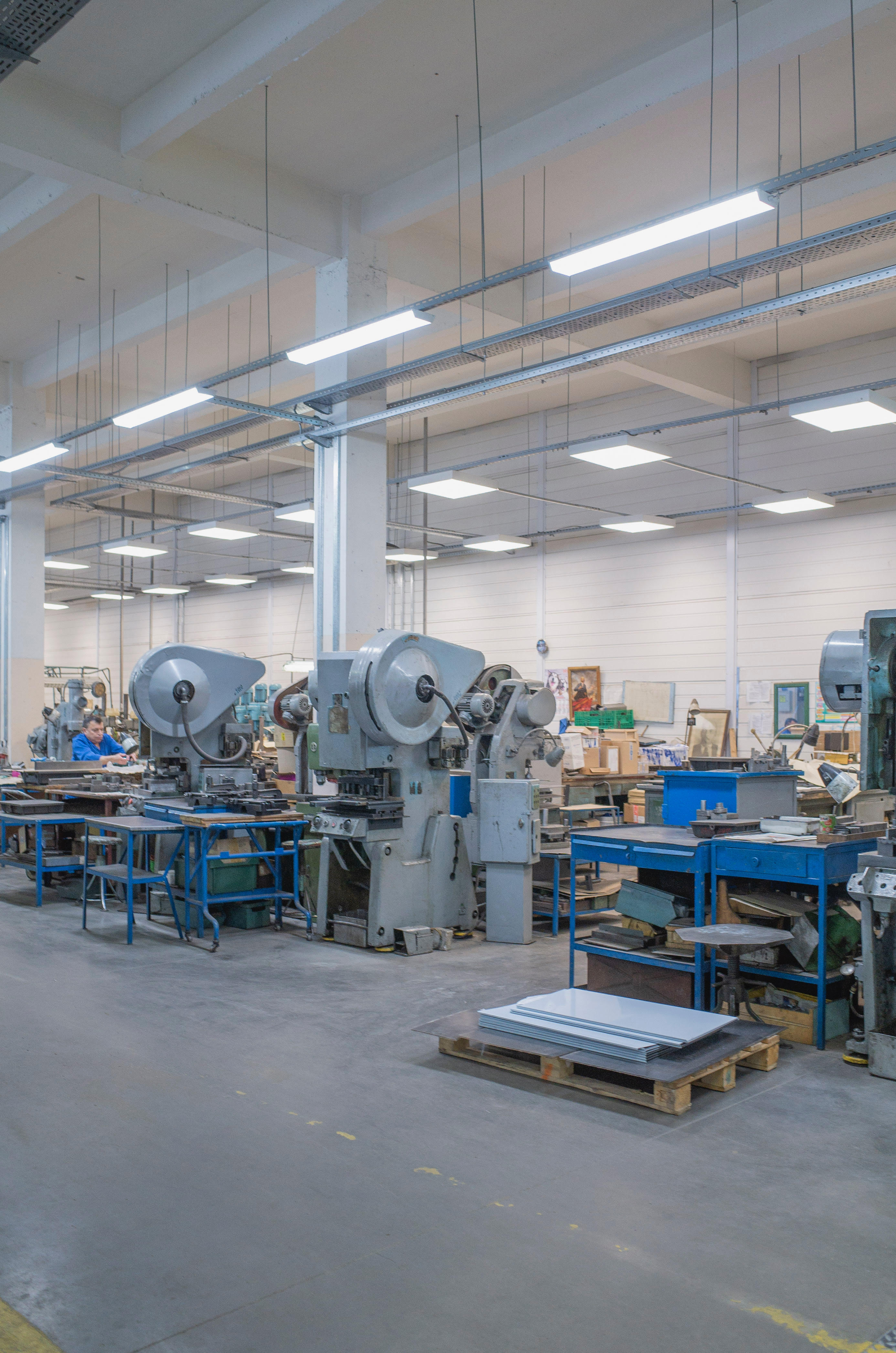
Производственный цех

##### ООО «КТ Сегмент»
Фирма оказывает широкий спектр услуг, связанных с системами автоматизации производственных процессов. Специалисты компании занимаются установкой, настройки и обслуживанием программных продуктов на платформе «1С: Предприятие 8». ООО «КТ Сегмент» участвует в создании программно-аппаратных комплексов, обеспечивающих высокий уровень скорости и точности получаемых сведений о затратах на производстве, движении автотранспорта, потоках электроэнергии.

##### ООО «Каскад технологий»
Специализированная компания, деятельность которой сосредоточена на разработке программно-аппаратных комплексов для автоматизации промышленных предприятий, включая монтаж и настройку внутренней сети, поставку и обслуживание серверов и пользовательских компьютеров. Фирма является методическим центром разработки оптимальных алгоритмов планирования на межцеховом и внутрицеховом уровне.

#### Партнеры
Производственный дивизион холдинга осуществляет постоянное партнерство с ведущими техническими университетами Санкт-Петербурга: Санкт-Петербургский Государственный университет, Санкт-Петербургский национальный исследовательский университет информационных технологий, механики и оптики, Санкт-Петербургский Политехнический университет и др. Студенты старших курсов привлекаются к работе на предприятии и занимаются развитием академического знания в промышленной сфере. Результатом взаимодействия является создание двух базовых кафедр в данных университетах. Партнерами холдинга также являются Санкт-Петербургская промышленная палата, Фонд содействия развитию малых форм предприятий в научно-технической сфере, технопарк «Политехнический».

### Технопарк «Ленполиграфмаш»

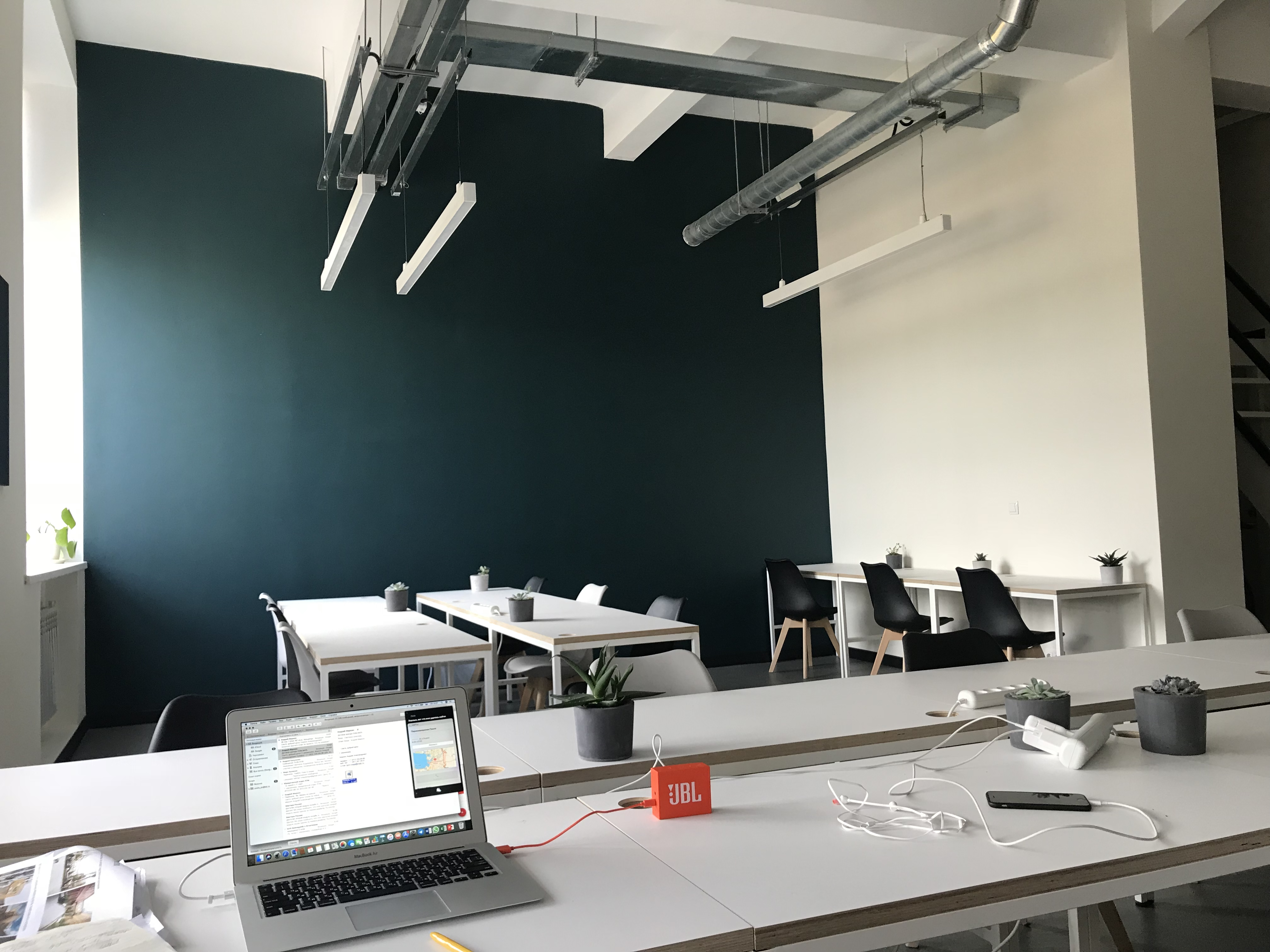
Коворкинг «КБ Футурист»

#### Развитие
Технопарк «Ленполиграфмаш» расположился на территории одноимённого промышленного холдинга в Петроградском районе Санкт-Петербурга. Проект подразумевает создание инновационной, комфортной площадки для жителей и гостей города, в основе которой лежит концепция современного культурно-делового квартала. Помимо участия в создании комфортной городской среды, технопарк является высокотехнологичным пространством для предприятий малого, среднего и крупного бизнеса, которые смогут развиваться в инновационной среде среди единомышленников. Общая территория квартала составляет 4 га, на которых планируются расположиться также кафе, рестораны и концертные площадки. Общая площадь помещений — 76000 кв. метров. В рамках технопарка осуществляют работу семь инжиниринговых центров, отвечающих за создание необходимой технологической инфраструктуры для конструирования, прототипирования и внедрения технологий. В настоящий момент квартал находится в поиске резидентов, способных стать частью нового креативного кластера в центре Санкт-Петербурга. В технопарке находятся офисы различных технологических компаний, кофейни, фотостудии, рекреационные зоны и современный коворкинг.

#### Подразделения

##### Сервис
Технопарк «Ленполиграфмаш» предоставляет целый спектр сервисного обслуживания, куда входит:
- выполнение полиграфических заказов любой сложности;
- производство и изготовление рекламной продукции;
- серийное производство;
- интерьерный дизайн и проектирование помещений;
- бухгалтерские и юридические услуги;
- кадровые услуги;
- экспертиза проектов и подготовка компаний к работе с профессиональными инвесторами.

##### Опытно-промышленный комплекс
На территории технопарка возможно проведение исследований и разработок для сторонних компаний и резидентов пространства. Для этой цели на территории технопарка функционирует большое количество специализированных учреждений, среди которых инжиниринговый центр точной механики, центр испытаний, композитный цех, лаборатория, оснащенная оборудованием прямого цифрового производства, опытный центр радиоэлектроники, региональный инжиниринговый центр по микрореакторному синтезу активных фармацевтических субстанций, инжиниринговый центр в сфере развития информационных технологий и средств связи, центр прототипирования.

##### Офисы и лаборатории
На территории технопарка предоставлена возможность аренды офисов и лабораторий для промышленных, технологических и научных целей. В имущественный комплекс входят как объекты недвижимости, так и коммунальная инфраструктура, включая техническое обслуживание помещений. Расположение технопарка в историческом центре города, а также его развитая внутренняя инфраструктура обеспечивают динамичные, удобные и современные условия для работы.

##### Резиденты
Резидентами технопарка являются масштабные представители различных сфер бизнеса, осуществляющие деятельность в рамках IT-исследований и оказания различных услуг, организации учебно-технических лабораторий, полиграфии, электромонтажных работ, консалтинга, лабораторной диагностики.
Лабораторная служба Хеликс работает в сфере лабораторной диагностики с 1998 года. В настоящее время является одним из лидеров лабораторной диагностики в России. Под брендом Хеликс открыто более 300 Диагностических центров и Лабораторных пунктов по всей стране. Лабораторная служба Хеликс выполняет анализы для более чем 1500 частных и государственных медицинских учреждений, оказывает услуги клиентам в 130 городах России, имеет 3 технологических площадки площадью более 6 000 кв. м. в Москве, Санкт-Петербурге и Екатеринбурге.
«Рексофт» — одна из ведущих компаний по разработке программного обеспечения и информационных систем, обладающая значительным опытом по созданию проектов для таких сфер бизнеса, как телекоммуникации и мобильная связь, банки и финансы, ИТ, медиа, гостиничный бизнес и туризм. Головной офис компании расположен в Санкт-Петербурге, филиалы — в Стокгольме, Москве и Воронеже. «Рексофт» работали с такими крупнейшими международными и российскими компаниями, как Федеральная Миграционная Служба России, Сбербанк, ВТБ24, Промсвязьбанк, Ростелеком, Tele2, Philip Morris.
Компания «Равелин Лтд» работает на рынке технических средств безопасности. Занимается производством обширного спектра оборудования, в числе которого аудио-видеодомофоны, автоматика для ворот, шлагбаумы, турникеты, интегрированные системы безопасности, оповещения и видеонаблюдения, CCTV от ведущих мировых и отечественных производителей. Компания является разработчиком и производителем известной российской системы контроля доступа «Gate».

##### Коммуникация
Технопарк обеспечивает несколько возможностей для профессиональной коммуникации. На территории функционирует коворкинг «КБ Футурист», обеспечивающий общественное пространство для коммуникации специалистов с различным опытом из смежных областей и их дальнейшего сотрудничества друг с другом. С 2016 года по инициативе Комитета по промышленной политике и инновациям Санкт-Петербурга при поддержке Агентства стратегических инициатив было открыто первое региональное пространство коллективной работы «Точка кипения». Пространство готово принять широкий спектр мероприятий: от хакатонов до открытых лекций и технологических форумов. В рамках организации мероприятий осуществляется сотрудничество с ведущими вузами, общественными организациями, промышленными компаниями, что способствует установлению наиболее актуальной повестки в любой области. Помимо «Точки кипения» в технопарке расположен конгресс-центр «Ленполиграфмаш», оснащенный высокотехнологичным мультимедийным оборудованием.

##### Образование
Технопарк «Ленполиграфмаш» обеспечивает большое количество возможностей для профориентационного развития и самообразования детей и взрослых. Внутри технопарка находятся различные творческие и технологические школы, цель которых — развитие соответствующих навыков и компетенций. В образовательной сфере технопарк сотрудничает с ОАО «Технопарк Санкт-Петербург», Фондом инфраструктурных и образовательных программ (РОСНАНО), для выявления и сопровождения талантливых школьников Санкт-Петербурга, а также вовлечения студенческого и стартап-сообщества. В 2018 году на базе технопарка обучается около 1500 человек.
На территории технопарка работает открытая цифровая мастерская «FabLab», где учащиеся старших классов имеют возможность познакомиться с технологиями 3D-печати, лазерной обработкой, обучиться фрезерной и плоттерной резке. Мастерская часто организует мастер-классы и практикумы.
Для школьников младших и средних классов открыта школа робототехники «Лига роботов», где каждый урок изучаются теории и практические основы конструирования и программирования. Неподалеку расположена школа «ROBBO», где дети и подростки изучают различные языки программирования, изучают схемотехнику и принципы работы роботов и знакомятся с основными принципами 3D-моделирования. Кроме того, в технопарке осуществляет работу «Школьная лига РОСНАНО» — образовательная программа, продвигающая в школах Российской Федерации идеи, направленные на развитие современного образования, в первую очередь — естественнонаучного.
Образовательные площадки технопарка не ограничиваются лишь научно-техническим направлением. Те, кто увлекается фотографией, могут пройти обучение в Международном институте фотографии и кино, а после — отправиться на практикум от школы фото-студии «Studio 212», проходящий в соседнем Ботаническом саду под присмотром профессиональных фотографов студии и кураторов. Для начинающих дизайнеров и художников открыты двери школы шрифтов студии «TypeType», а также школа обучения рисунку и живописи «Артишок».
Для детей дошкольного и школьного возраста организована программа дневного обучения со всевозможными курсами — от английского до флейты и шахмат — в школе неформального образования «Апельсин». Также, для школьников и взрослых работает «ОМ — школа навыков», на базе которой можно освоить курсы по работе с текстом, созданию видео-контента, а также созданию собственного проекта в выбранной области.

#### Партнеры
Технопарк «Ленполиграфмарш» является стратегическим партнером Акционерного общества «Технопарк Санкт-Петербурга» в формате государственно-частного партнерства. Помимо этого, в рамках партнерских программ осуществляется сотрудничество с Агентством стратегических инициатив, Фондом содействия инновациям, Санкт-Петербургским политехническим университетом имени Петра Великого, Санкт-Петербургским государственным университетом аэрокосмического приборостроения, университетами ИТМО и ЛЭТИ. Технопарк работает при поддержке правительства Санкт-Петербурга.
В 2018 году технопарк «Ленполиграфмаш» получил статус регионального оператора Фонда «Сколково». Новый статус позволил технопарку эффективнее привлекать инвестиции и патентовать разработки, а также принимать участия в программах и мероприятиях Фонда «Сколково». Президент Фонда Виктор Вексельберг заметил, что перспективы для сотрудничества обладают колоссальным масштабом, учитывая высокий профессионализм специалистов, занимающихся проектом технопарка.

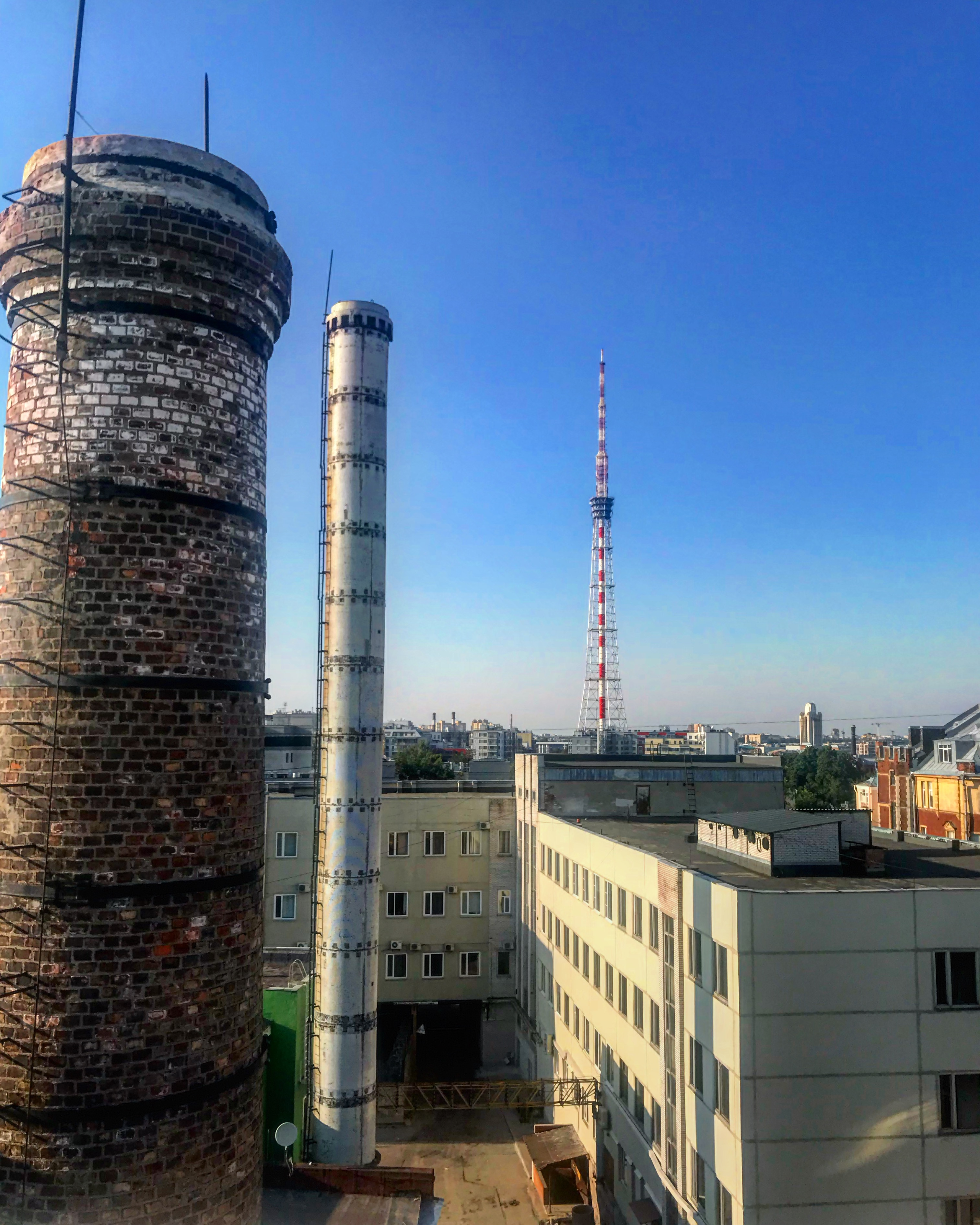
Вид с крыши на квартал технопарка

### Гостинично-туристический дивизион
В гостинично-туристический комплекс «Ленполиграфмаша» входит четыре объекта: две базы отдыха, сеть отелей и детский оздоровительный лагерь. База отдыха «Журавушка» расположена в 50 км от города. База отдыха «Заветное» находится среди скал и озёр Карельского перешейка в 150 км от Санкт-Петербурга. Обе базы предоставляют условия для отдыха на природе, аренды номеров и домиков, а также различные развлекательные опции, такие как сауна и зимние виды спорта. Отели сети «Лебедушка» расположены как в историческом центре города, так и рядом с транспортной магистралью КАД, с учётом частых групповых заездов гостей. (Закрыты в 2020 году).  В рамках детского оздоровительного отдыха работает детский оздоровительный лагерь «Космонавт-2», который осуществляет разнообразные программные направления занятости детей и подростков, нацеленные на расширение кругозора и формирование первичных профессиональных навыков в выбранной сфере. В планах на будущее — обновить инженерную инфраструктуру, реконструировать лагерный стадион, а также открыть стационарный палаточный лагерь, где дети смогут освоить базовые навыки туриста.